# りんくう現代美術空間
大阪府りんくう現代美術空間（おおさかふりんくうげんだいびじゅつくかん） は、大阪府泉佐野市（りんくうタウン）にかつてあった美術館。

## 概要
2000年（平成12年）4月に開館し、大阪府が保有する大阪府現代美術コレクションの所蔵品のうち、大阪トリエンナーレの受賞作品や関西ゆかりの現代美術作家の作品、約60点を公開していた。
経費削減のため、2009年（平成21年）3月末に閉鎖された。現在は大阪府所有の美術作品の収蔵庫として利用されているほか、空きスペースがまれに展示会やセミナー等に活用されている。

## 開館当時の運用
- 入場料：無料
- 開館時間：11:30～17:30（15:00~16:00は閉館）
- 休館日：火、水、第4木曜日。年末年始。